# 클라우디아 디 지롤라모
클라우디아 디 지롤라모(Claudia di Girolamo, 1956년 12월 30일 ~ )는 칠레의 배우이다.

## 출연 작품
- 비밀 (2008)
- 하트 라디오 쇼 (2007)